# Weisenbach

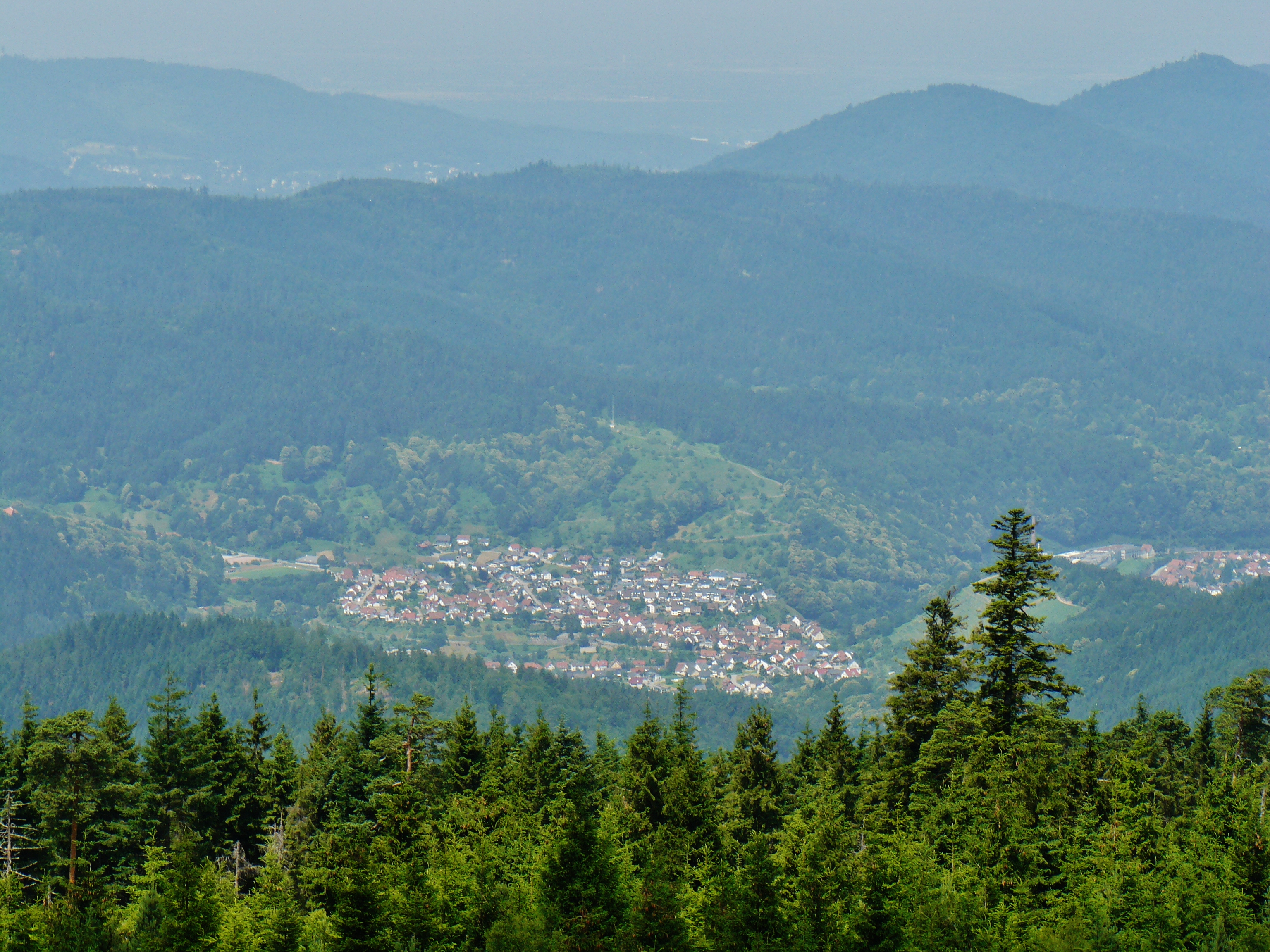
Blick vom Hohlohturm ins Murgtal und auf Weisenbach

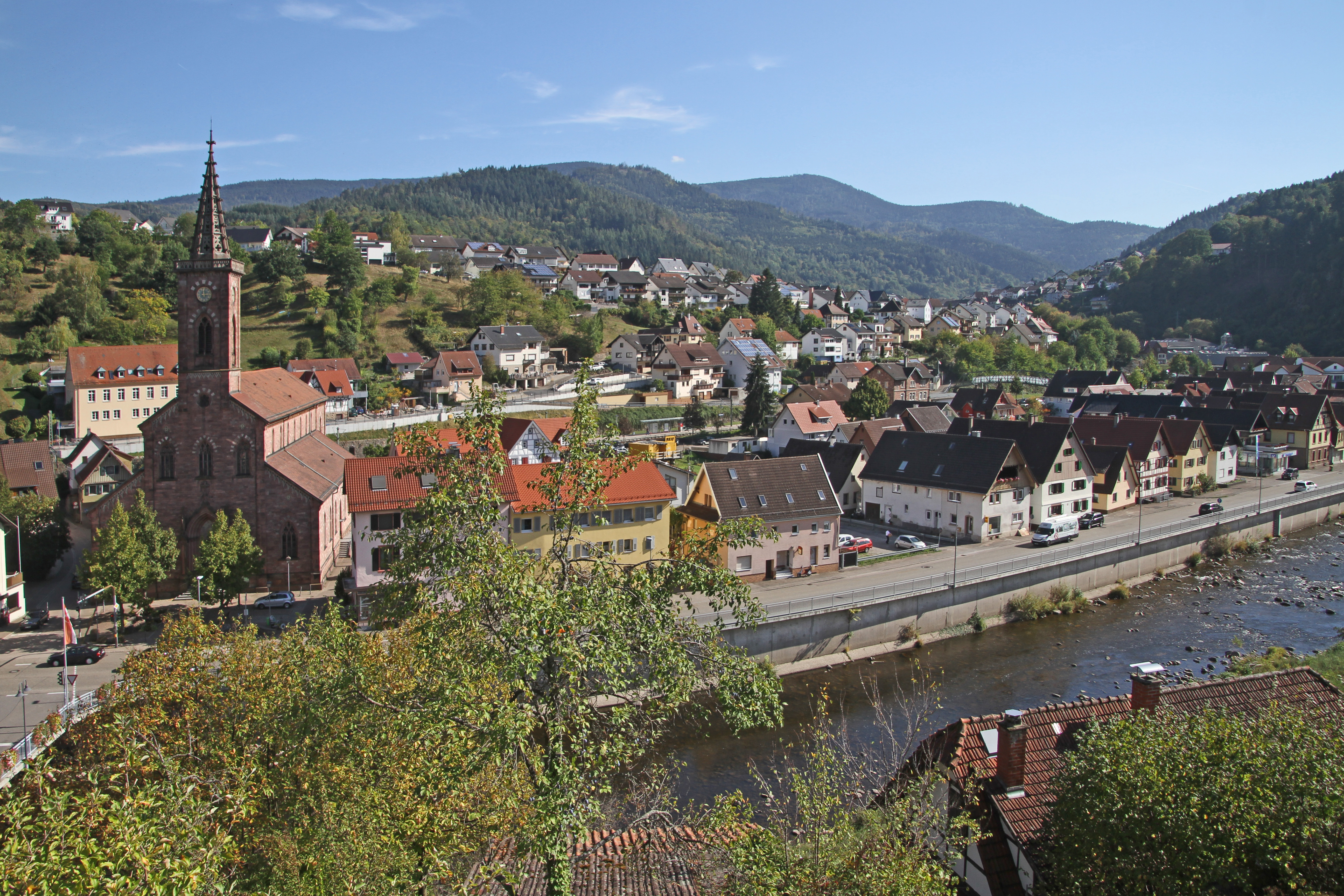
Die Ortsmitte von Weisenbach mit der Pfarrkirche St. Wendelin

Weisenbach ist eine Gemeinde in Baden-Württemberg und gehört zum Landkreis Rastatt.

## Geografie

### Geografische Lage
Der staatlich anerkannte Erholungsort Weisenbach ist die kleinste Gemeinde des Landkreises Rastatt und liegt im Nordschwarzwald im tief eingeschnittenen Tal des Flusses Murg in der Mitte zwischen Rastatt und Freudenstadt. Etwa zwei Drittel des Gemeindegebiets sind bewaldet. Nachbargemeinden sind Gernsbach im Norden und Forbach im Süden, beide im Landkreis Rastatt. Im Westen besteht auf dem Höhenzug beim Pass Rote Lache eine kurze Grenze zur Stadt Baden-Baden. Im Osten reicht die Weisenbacher Gemarkung am Hohloh bis auf eine Höhe von etwa 982 m. Die Murg erreicht das Gemeindegebiet im Süden in einer Höhe von etwa 220 m und verlässt es im Norden auf etwa 180 m. Die größte Ausdehnung der Gemarkung in Nord-Süd-Richtung beträgt 3,7 km, in Ost-West-Richtung 6,4 km.

### Gemeindegliederung
| Au im Murgtal | Die Gemeinde besteht in ihrer jetzigen Form seit dem 1. Januar 1971. Zur Gemeinde Weisenbach gehören die Dörfer Weisenbach, Au im Murgtal und die ehemalige Holtzmann-Werkssiedlung Neudorf. |

## Geschichte

Weisenbach um 1912

Weisenbach wurde erstmals im Jahre 1336 in einer Urkunde im Lehnsbuch des Bistums Speyer erwähnt. Im Zuge der baden-württembergischen Verwaltungsreform wurde am 1. Januar 1971 die damalige selbstständige Gemeinde Au im Murgtal nach Weisenbach eingemeindet. 2001 begann man mit dem Bau des Baugebiets Birket.
Während der Badischen Revolution war Weisenbach ein bedeutender Schauplatz der Geiselnahme im Murgtal. Auf Anordnung des revolutionären Innenministeriums in Karlsruhe wurden am 24. Juni 1849 zahlreiche, als Anhänger des Großherzogs bekannte und der Reaktion verdächtigte Beamte und Geistliche aus dem Murgtal und aus Baden-Baden verhaftet und in Geiselhaft genommen. Unter den Festgenommenen war auch der Weisenbacher Pfarrer Franz Xaver Weingärtner. Weingärtner war zuvor schon als erklärter Gegner der Revolutionsregierung von seinem Amt suspendiert worden. Er hatte vergeblich versucht, der drohenden Verhaftung zu entgehen, in dem er sich in einem großen Weinfass im Pfarrkeller versteckt hielt.

## Politik

### Verwaltungsgemeinschaft
Die Gemeinde ist Mitglied einer Vereinbarten Verwaltungsgemeinschaft mit der Stadt Gernsbach und Loffenau.

### Gemeinderat
Der Gemeinderat hat 12 ehrenamtliche Mitglieder, die für fünf Jahre gewählt werden. Hinzu kommt der Bürgermeister als stimmberechtigter Gemeinderatsvorsitzender.
Die Kommunalwahl 2024 führte zu folgendem Ergebnis (in Klammern: Unterschied zu 2019):
| Gemeinderat 2024               | Gemeinderat 2024 | Gemeinderat 2024 | Gemeinderat 2024 | Gemeinderat 2024 |
| Partei / Liste                 | Stimmenanteil    | Sitze            |                  |                  |
| ------------------------------ | ---------------- | ---------------- | ---------------- | ---------------- |
| Bürgerliste Weisenbach         | 99,9 % (+99,9)   | 12 (+12)         |                  |                  |
| Freie Wähler                   | n. a. (−51,6)    | 0 (−6)           |                  |                  |
| CDU                            | n. a. % (−48,4)  | 0 (−6)           |                  |                  |
| Wahlbeteiligung: 68,6 % (-1,3) |                  |                  |                  |                  |

### Bürgermeister
Am 30. Juni 2019 wurde Daniel Retsch zum Bürgermeister gewählt. Er ist Nachfolger von Toni Huber, der von Dezember 1993 bis Mai 2019 Bürgermeister war. Zuvor war Gerhard Feist für drei Wahlperioden Bürgermeister.

### Partnerschaften
Weisenbach pflegt partnerschaftliche Beziehungen zum sächsischen Kriebstein und zum italienischen San Costanzo (bei Pesaro).

## Wirtschaft und Infrastruktur

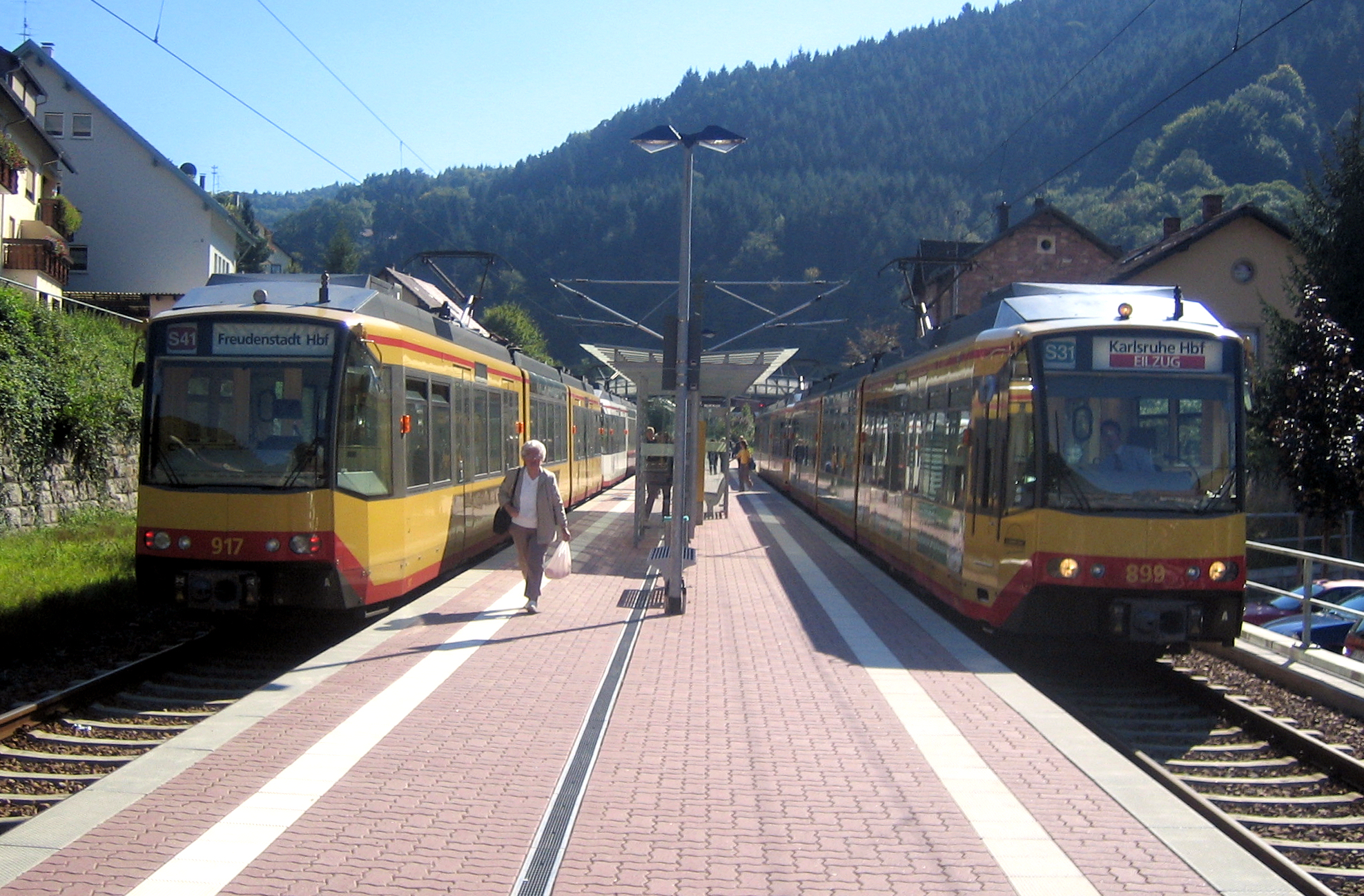
Bahnhof Weisenbach

### Verkehr
Weisenbach ist über die Stadtbahn Karlsruhe, die auf der Murgtalbahn verkehrt, an das Schienennetz angebunden. Die Bundesstraße 462 verläuft durch den Ort.
Durch eine Alltagsroute aus dem Radnetz Baden-Württemberg ist Weisenbach über Gernsbach (Hilpertsau, Obertsrot und Kernstadt) mit Gaggenau (Hörden, Ottenau, Kernstadt und Bad Rotenfels) und in der anderen Richtung über den Ortsteil Au im Murgtal und über Forbach mit Freudenstadt verbunden.

### Ansässige Unternehmen
Das mittlere Murgtal mit seinen früher eigenständigen Gemeinden Bermersbach, Langenbrand, Au im Murgtal sowie Weisenbach war einst Standort eines der größten Papierhersteller Deutschlands – der E. Holtzmann & Cie. AG-Weisenbachfabrik mit insgesamt fünf Werken, drei davon im Murgtal, und über 5.500 Mitarbeitern.
Dieser Papierkonzern hatte sogar eine eigene postalische Anschrift „7566 Weisenbachfabrik“, da sich das weitläufige Areal der Murgtal-Werksanlagen über die Gemarkungen von damals vier Kommunen erstreckte.
Nach Übernahme der AG durch den finnisch-schwedischen Papierkonzern Stora Enso wurde das Areal mit seinen Werken 1995 stillgelegt. Das über 100 Jahre alte Traditionsunternehmen wurde komplett abgewickelt, einzig das Werk Wolfsheck, welches auf der Gemarkung der Nachbargemeinde Forbach-Langenbrand liegt, blieb als Stora Enso-Produktionsstätte im Murgtal erhalten. Dieses Werk wurde allerdings von Stora Enso 2006 für eine symbolische €-Summe an Arques Industries verkauft. Ab 1. September 2006 wurde diese ehemalige Holtzmann-Produktionsstätte unter der eigens dafür gegründeten Firma Salto Paper Papiermühle Wolfsheck geführt. Im Juli 2007 wurde das Werk erneut an einen weiteren strategischen Investor verkauft, der es 2008 stilllegte.
Übrig geblieben aus dem Bereich Papier/Pappeverarbeitung und am Kernortsausgang Weisenbach Richtung Freudenstadt, direkt an der B 462 liegend, ist der Hersteller Katz GmbH & Co. KG, hervorgegangen aus den Katz International Coasters, wiederum hervorgegangen aus dem Außenwerk der ehemaligen Gernsbacher Katz Werke AG – der heute der weltweit größte Spezialhersteller für Getränkeglasuntersetzer (Bierdeckel) ist.
Ebenfalls mit einem so genannten Außenwerk angesiedelt ist der Kartonagen- und Verpackungshersteller Smurfit Kappa Baden Packaging. Dieser Werksteil befindet sich zwar aufgrund der Gemarkungsgrenze Weisenbach/Gernsbach auf Weisenbacher Gebiet, zählt aber produktionstechnisch zum Gernsbacher Hauptwerk.
Die Gemeinde erwarb den Werksteil Schlechtau des ehemaligen Holtzmann-Areals, der innerhalb der Gemarkungsgrenze liegt, um dort ein Gewerbegebiet einzurichten. Zunächst wurde der Gemeindebauhof aufgrund der besseren Raumverhältnisse und Lagermöglichkeiten dort neu angesiedelt.
Nach der Schließung der Papierfabrik als wichtigstem Arbeitgeber des mittleren Murgtals wandelte sich auch der Charakter Weisenbachs hin zur Wohngemeinde. Heute gehen die erwerbstätigen Einwohner Weisenbachs ihrer Arbeit mehrheitlich außerhalb der Gemeinde nach.

### Bildung
Mit der Johann-Belzer-Schule verfügt Weisenbach über eine Grundschule. Von 2011 bis 2022 war sie zudem Grund- und Hauptschule mit Werkrealschule für Weisenbach und Forbach. Dazu gibt es einen Kindergarten im Ort.

### Strom
Als technische Besonderheit gibt es in Weisenbach eine Hochspannungsleitung in einer seltenen Sonderbauweise, die Kompaktfreileitung Hilpertsau-Weisenbach.

## Sehenswürdigkeiten
- St.-Wendelinus-Kapelle auf einem Felsvorsprung links der Murg
- Katholische Pfarrkirche St. Wendelinus, 1842/43 durch den Weisenbacher Baumeister Johann Belzer errichteter neugotischer Bau rechts der Murg, ersetzte einen barocken Vorgängerbau.[13]
- Zehntscheune (Heimatstube)

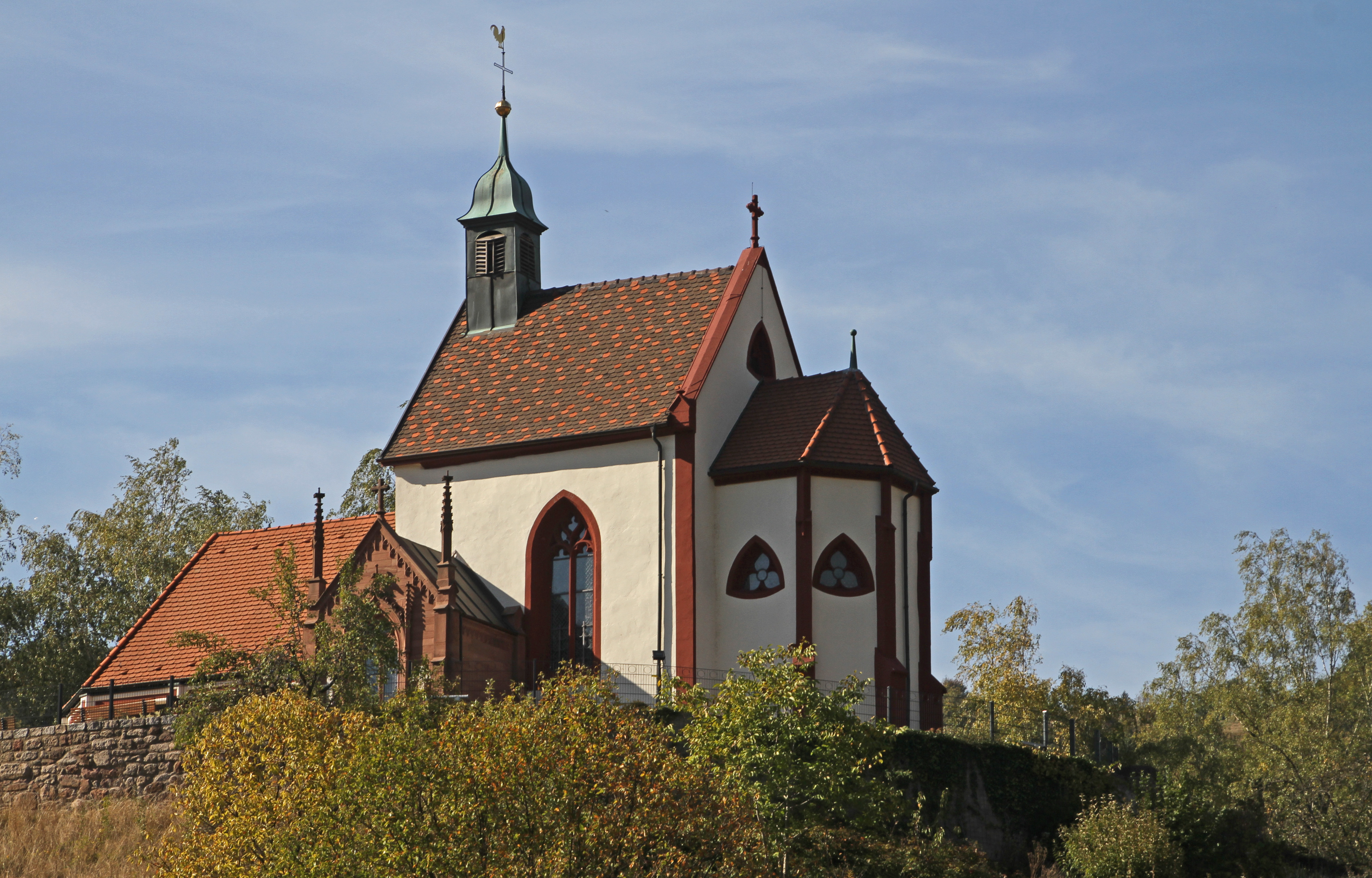
St.-Wendelinus-Kapelle
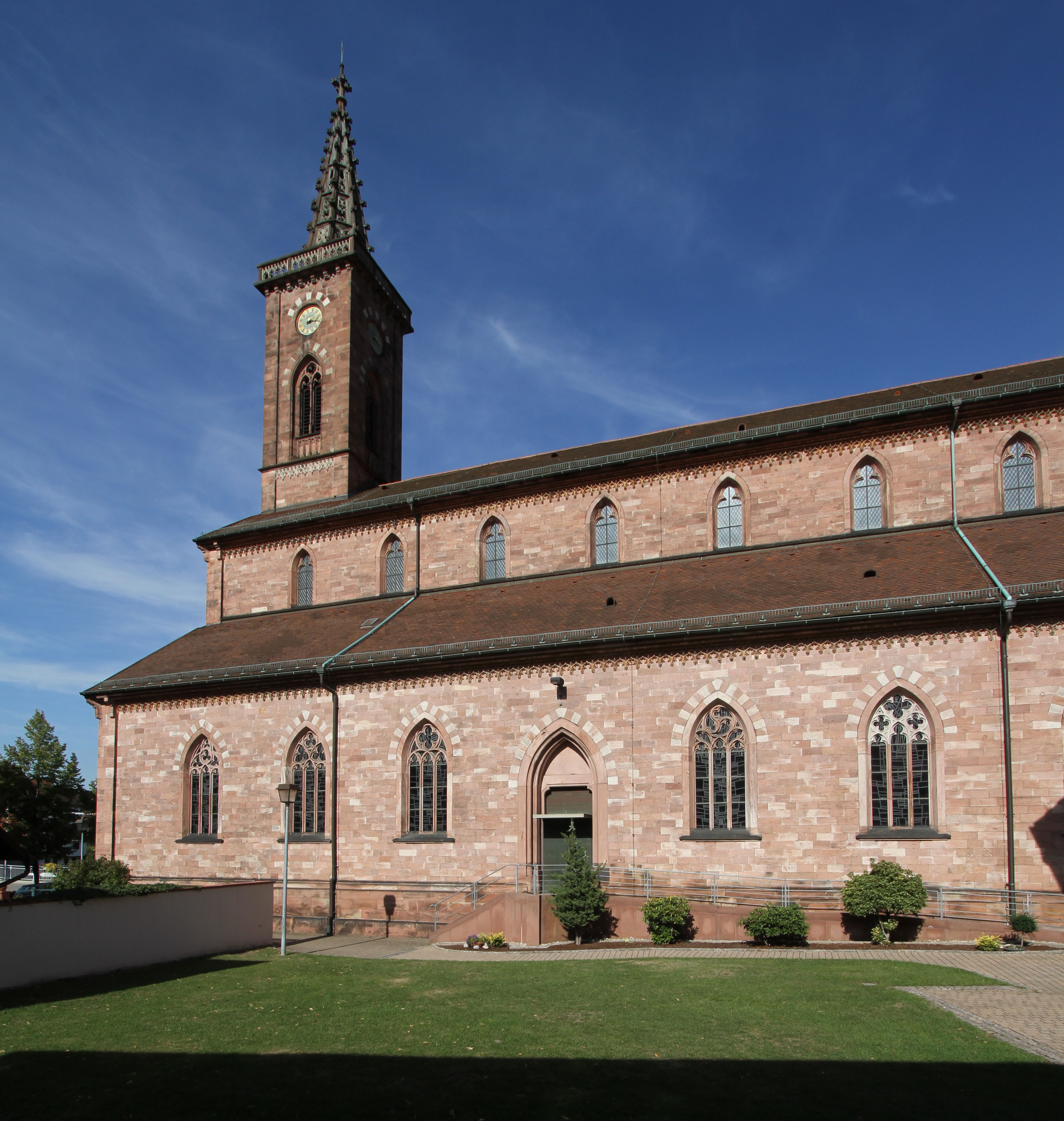
Pfarrkirche St. Wendelinus

## Persönlichkeiten
- Eugen Holtzmann (1848–1901), Papierfabrikant und Kommerzienrat
- Franz Xaver Weingärtner (1805–1867), Katholischer Geistlicher, während der Badischen Revolution Pfarrer in Weisenbach

### Söhne und Töchter der Stadt
- Johann Belzer (1796–1868), Baumeister und Bauunternehmer[14]
- Cornelius Krieg (1838–1911), Pastoraltheologe
- Hermann Domsch (1871–1945), Jurist, Präsident der Reichsbahndirektion Dresden
- Anton Stefan Karcher (1903–1986), Lehrer, Maler, Glasmaler und Grafiker
- Gereon Bollmann (* 1953), Jurist, Bundestagsabgeordneter (AfD)